# Cadaval
Pour l'homme politique espagnol, voir Joaquín Urzáiz Cadaval.
Cadaval est une ville et municipalité du Portugal, située dans le district de Lisbonne.
Cette municipalité possède 174,17 km2 de surface et 13 943 habitants (2001), séparée en 10 paroisses. La municipalité est limitée au nord par Caldas da Rainha, à l'est par Rio Maior et par Azambuja, au sud par Alenquer, au sud-ouest par Torres Vedras, à l'ouest par Lourinhã et au nord-est par Bombarral.

## Démographie
| 1801  | 1849  | 1900   | 1930   | 1960   | 1981   | 1991   | 2001   | 2011   |
| ----- | ----- | ------ | ------ | ------ | ------ | ------ | ------ | ------ |
| 4 001 | 6 388 | 10 731 | 14 728 | 17 287 | 14 474 | 13 516 | 13 943 | 14 228 |

## Subdivisions
La municipalité de Cadaval groupe 10 freguesias :

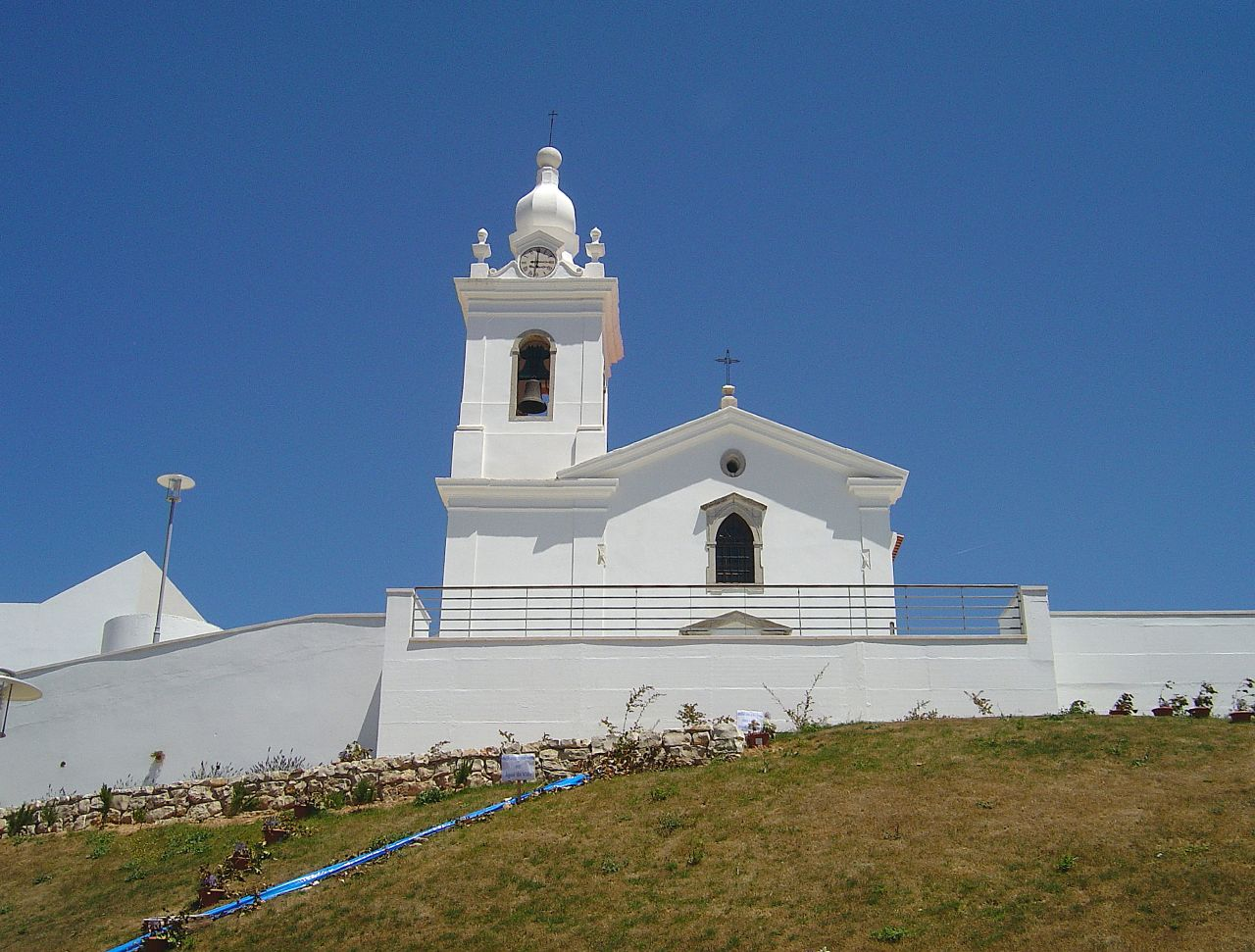
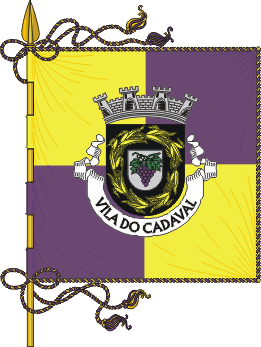
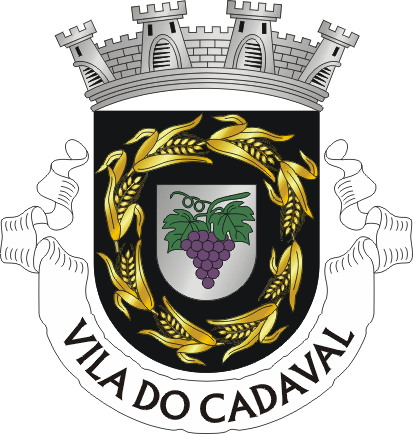

- Alguber
- Cadaval
- Cercal
- Figueiros
- Lamas
- Painho
- Peral
- Pero Moniz
- Vermelha
- Vilar